# Brad Goreski
Brad Goreski (Port Perry, 15 de agosto de 1977) es un estilista de moda y personalidad televisiva canadiense. En 2015 se unió al programa de televisión Fashion Police como nuevo coanfitrión. Desde 2021, ha sido uno de los jueces regulares en Canada's Drag Race, versión canadiense de RuPaul's Drag Race.

## Carrera profesional
En 2014, Goreski fue nombrado nuevo coanfitrión de Fashion Police en E!.
En junio de 2021, se anunció que Goreski se uniría al panel de Drag Race de Canadá como juez principal, reemplazando a Jeffrey Bowyer-Chapman y Stacey McKenzie, quienes anunciaron su salida en marzo y junio de 2021, respectivamente.
Estudió historia del arte en la Universidad del Sur de California después de mudarse a Los Ángeles desde Canadá, luego hizo una pasantía en las revistas Vogue y W en Nueva York. Tan pronto como se graduó, Goreski se unió al personal de la costa oeste de Vogue como asistente.

## Filmografía
| Año           | Título                                   | notas                                               |
| ------------- | ---------------------------------------- | --------------------------------------------------- |
| 2008-2010     | The Rachel Zoe Project                   | Él mismo                                            |
| 2012-2013     | It's a Brad, Brad World                  | Él mismo                                            |
| 2012          | Miss Universo 2012                       | Juez                                                |
| 2013-2014     | Padre de familia                         | Voz (2 episodios)                                   |
| 2014          | It's a Brad, Brad World                  | Él mismo (2 episodios)                              |
| 2015-2017     | Fashion Police                           | Coanfitrión                                         |
| 2015          | Fashion Police                           | Juez invitado (Episodio: "Once Upon a Runway")      |
| 2017          | 2 Broke Girls                            | Él mismo (episodio: "And 2 Broke Girls: The Movie") |
| 2021-presente | Canada's Drag Race                       | Juez; Temporada 2 y Temporada 3                     |
| 2022          | Canada's Drag Race: Canada vs. the World | Juez                                                |

## Obras publicadas
- Goreski, Brad (2012). Born to Be Brad: My Life and Style. It Books. ISBN 978-0062125378.

## Premios y nominaciones
| Año  | Premio                 | Categoría | Trabajo            | Resultado | Ref.  |
| ---- | ---------------------- | --- | ------------------ | --------- | ----- |
| 2022 | Canadian Screen Awards | Mejor presentador o presentador, fáctico o de realidad/competencia (Compartido con Brooke Lynn Hytes, Amanda Brugel y Traci Melchor). | Canada's Drag Race | Ganador   | [ 4 ] |